# Marko Škugor
Marko Škugor (Šibenik, 25. listopada 1989.) hrvatski je pjevač
Studirajući ekonomiju u Zagrebu, Marko je s prijateljima započeo klapsko pjevanje u studentskom domu na Savi, gdje su ih studenti prozvali „klapa Sava”. Poslije se pridružio klapi Kampanel te klapi Maslina.
Godine 2013. Marko postaje prvi tenor „Klape s mora“, koja je predstavljala Hrvatsku na Eurosongu s pjesmom „Mižerja“. Te godine Marko je započeo i svoju samostalnu glazbenu priču, inspiriranu dalmatinskim pop zvukom i opernim prizvukom.
Njegov prvi veliki uspjeh kao solista dogodio se na Splitskom festivalu 2014. godine, kada je pjesmom „Devet slova jedne riči“ osvojio Grand prix. Uslijedile su pjesme poput „Dalmatinska vilo“ i „Zlato moje“.
Marko je 2016. obilježio turnejom „Zvuci Mediterana“, s više od 40 koncerata, dok je iste godine osvojio nagradu publike na Večerima dalmatinske šansone s pjesmom „Samo ti si“. Slijedila je njegova izvedba dueta „Samo s tobom sam upoznao ljubav“ s Oliverom Dragojevićem.
Nastupao je u „Četiri tenora” s kolegama Vladimirom Garićem, Đanijem Stipaničevim i Markom Pecotićem diljem Hrvatske.
Marko je diplomirani ekonomist i otac dvojice sinova sa suprugom Ivanom.